# Нижнеянинский
Нижнеянинский — посёлок в Сальском районе Ростовской области России.
Входит в Гигантовское сельское поселение.

## География

### Улицы
- ул. Лермонтова,
- ул. Октябрьская,
- ул. Пушкина,
- ул. Строительная.

## История
В 1987 году указом ПВС РСФСР поселку второго отделения зерносовхоза «Гигант» присвоено наименование Нижнеянинский.

## Население
| 2010 |
| ---- |
| 284  |